# سوکودوس
سوکودوس (نام علمی: Suchodus) نام یک سرده از راسته تمساح‌سانان است.